# Святой Себастьян
Себастья́н (Севастиан, лат. Sebastianus; ок. 256, Нарбон — 288, Рим) — римский легионер, христианский святой, почитаемый как мученик.

## Жизнеописание
Согласно жизнеописанию святого, Себастьян родился в г. Нарбонне в Галлии, получил образование и жил в Медиолане (Милане) и был начальником преторианской гвардии при императорах Диоклетиане и Максимиане. Он тайно исповедовал христианство, что обнаружилось, когда двое его друзей — братья Марк и Маркеллин — были осуждены на смерть за свою веру. Родители, друзья и жёны осуждённых умоляли их отречься от веры и спасти свои жизни, но когда Марк и Маркеллин стали колебаться и готовы были уступить близким, Себастьян пришёл поддержать осуждённых и его речь вдохновила братьев и убедила их сохранить верность христианству. Слышавшие Себастьяна увидели семь ангелов и Юношу, который благословил Себастьяна и сказал: «Ты всегда будешь со Мною».

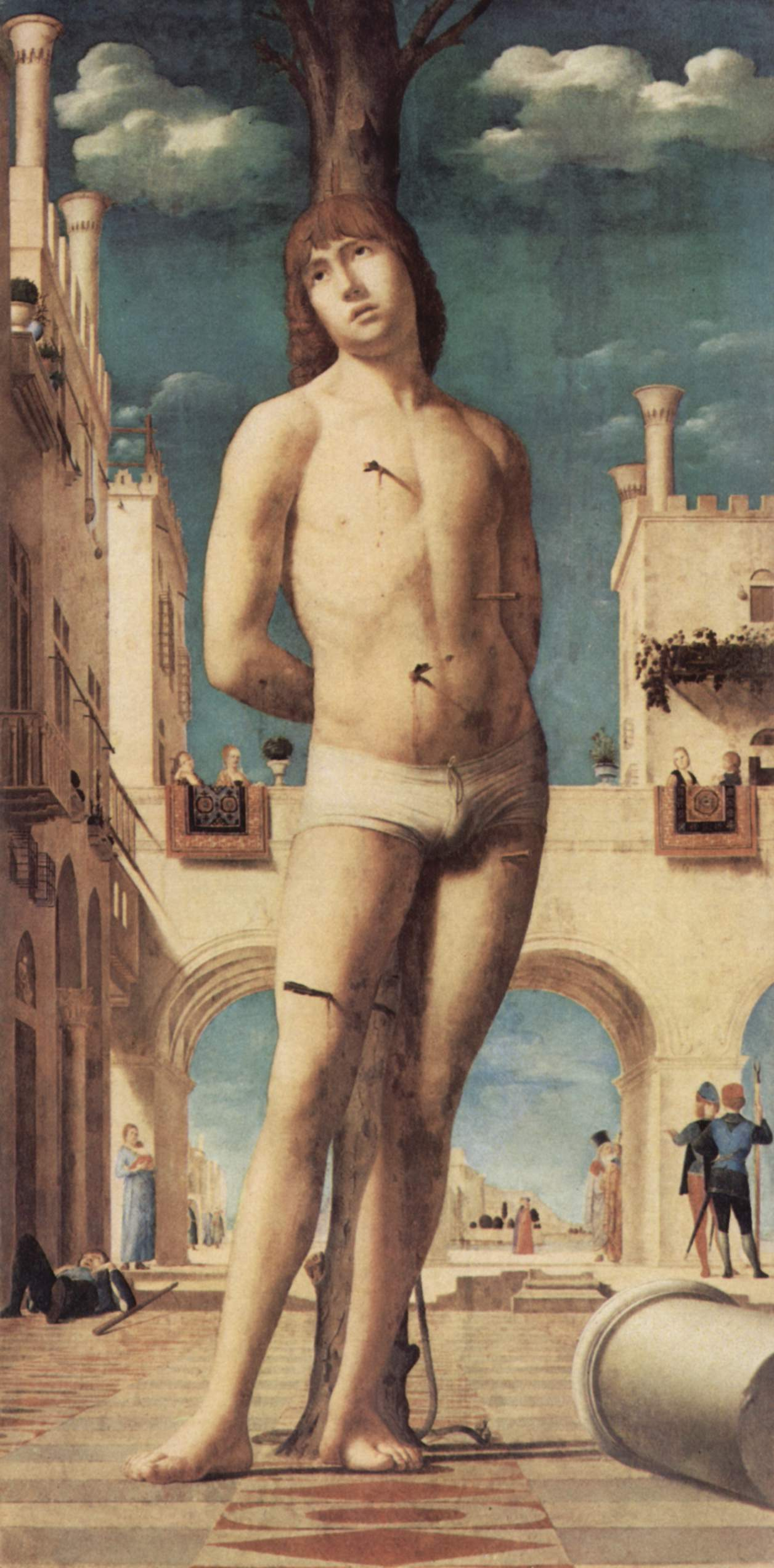
Антонелло да Мессина. Св. Себастьян. 1476. Дерево, масло. Галерея старых мастеров, Дрезден

Зоя, немая жена царского казнохранителя Никострата, пала к ногам святого и просила исцелить её. Себастьян осенил её крестным знамением, она тотчас заговорила и сказала, что видела Ангела с книгой, по которой Себастьян читал проповедь. Все присутствовавшие уверовали и крестились.
Себастьян был арестован и допрошен, после чего император Диоклетиан приказал отвести его за город, привязать и пронзить стрелами. Думая, что он мёртв, палачи оставили его лежать одного, однако ни один из его жизненно важных органов по-видимому не был повреждён стрелами (деталь, не всегда точно учитываемая художниками), и его раны, хоть и глубокие, не были смертельными. Вдова по имени Ирина пришла ночью, чтобы похоронить его, но обнаружила, что он жив, и выходила его. Многие христиане уговаривали Себастьяна бежать из Рима, но он отказался и предстал перед императором с новым доказательством своей веры. На сей раз по приказу Диоклетиана он был забит камнями до смерти, а тело его было сброшено в Большую Клоаку. Святой явился во сне христианке Лукине и велел ей забрать его тело и похоронить в катакомбах, и женщина выполнила это повеление.
Мощи Св. Себастьяна находятся в базилике Св. Себастьяна, стоящей на катакомбах Св. Себастьяна в Риме. Католическая церковь чтит имя святого Себастиана 20 января. Православная церковь 31 декабря (18 декабря ст. ст.) чтит память «Святого Севастиана и дружины его: Никострата (казнохранителя), жены его Зои, Кастория, Транквиллина пресвитера и сынов его Маркеллина и Марка, диаконов, Клавдия, начальника над тюрьмами, сына его Симфориана, брата Викторина, Тивуртия и Кастула» (в святцах указаны даты их гибели как 287 или 304 гг.).

## Образ в искусстве

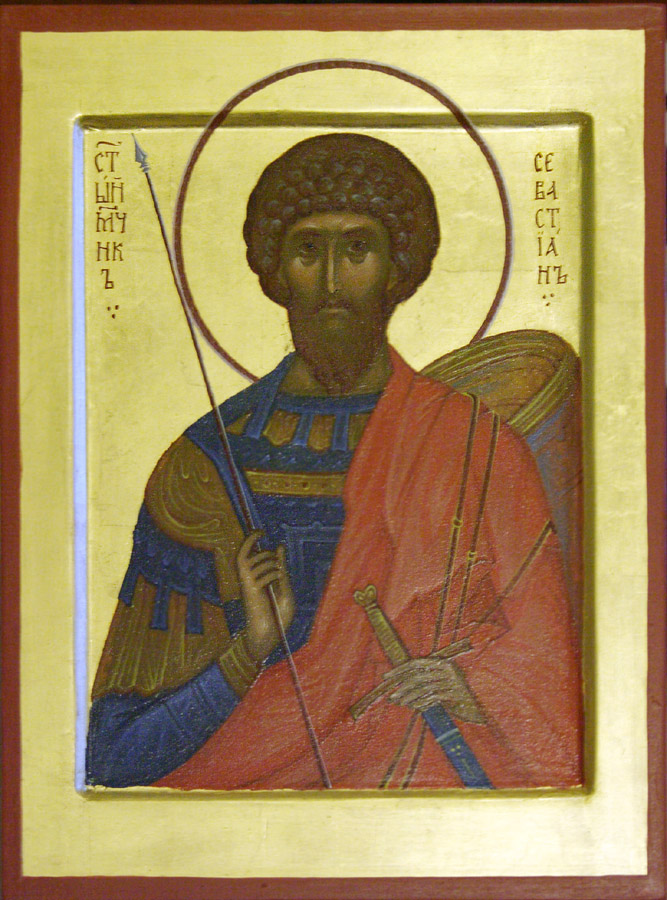
Православная икона

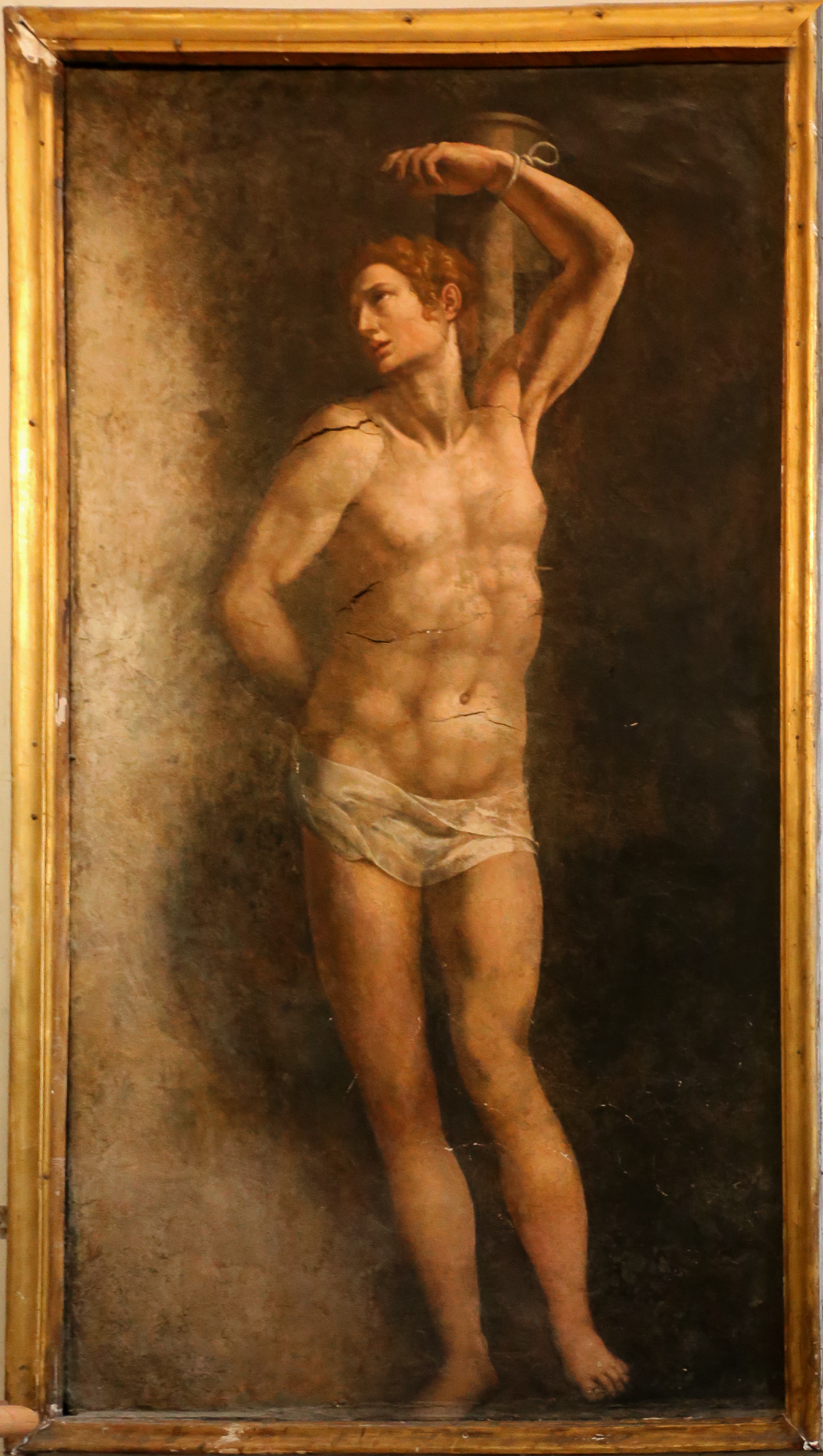
Дж. Сичоланте да Сермонета. Святой Себастьян. Ок. 1565. Фреска. Церковь Санта-Мария-делла-Паче, Рим

Образ святого Себастьяна широко использовался в живописи, начиная с V века.
Картины с его изображением писали в XV веке: Бенедетто Бонфильи, Джованни Больтраффио, Андреа Мантенья, Антонелло да Мессина, Сандро Боттичелли, Антонио дель Поллайоло, Витторе Карпаччо, Ганс Бальдунг, Чима да Конельяно, Витторе Кривелли и др.
В XVI веке образ святого вдохновляет таких художников, как Амико Аспертини, Аньоло Бронзино, Антонис ван Дейк, Паоло Веронезе, Караваджо, Гверчино, Доменикино, Дюрер, Аннибале Карраччи, Лоренцо Лотто, Гвидо Рени, Тициан и Эль Греко.
В XVII веке его пишут Франческо Альбани, Хосе де Рибера, Рубенс, Гвидо Рени, Жорж де Латур, Сальватор Роза. В XVIII веке — Джованни Пеллегрини и Тьеполо.
В XIX веке — Камиль Коро, Франсуа-Ксавье Фабр, Гюстав Моро, Одилон Редон, Антонио де ла Гандара.
В XX веке — Сальвадор Дали и Анхель Саррага.
Повесть «Фабиола» Вестминстерского архиепископа Уайзмэна изображает Себастьяна и как уважаемого военного трибуна, и в дни мученичества.
При этом образ Святого Себастьяна все чаще ассоциируется с гомосексуальностью, а гомосексуалы считают его своим покровителем. Эта традиция продолжилась и в искусстве XX века. В гей-искусстве XX века появилось много более раздетых и откровенно сексуальных Себастьянов. Он появляется в игривых раскрашенных фотографиях популярных французских фотографов Пьера и Жиля (1987 г. и 1994 г.), в ковбойском вестерне Дельмаса Хау (1990 г.). Карлос Санруне представляет его стилизованным мексиканским юношей (1995 г.), Марио Патиньо использует его образ в выразительной компьютерной графике (1999 г.). Святой предстает в откровенно любовной сцене в сценарии Джона Логана (2001 г.).
Джордж Оруэлл отсылает к истории святого в романе «1984»: «истычет стрелами, как святого Себастьяна», Томас Гарди — в романе «Возвращение на родину»: «отдельные капли вонзались в Томазин, как стрелы в святого Себастиана».

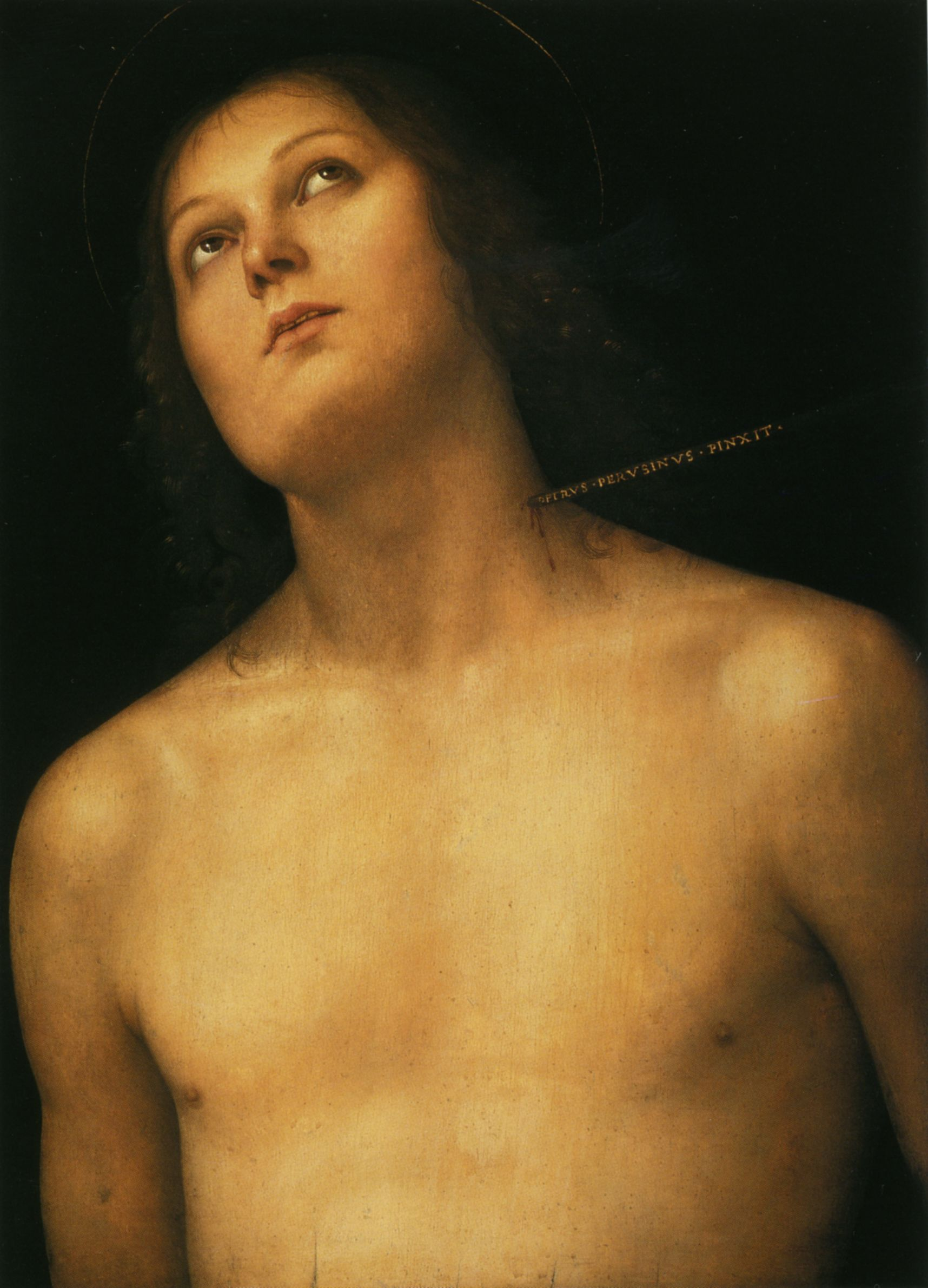
П. Перуджино. Святой Себастьян. Ок. 1493—1494. Дерево, темпера, масло. Государственный Эрмитаж, Санкт-Петербург

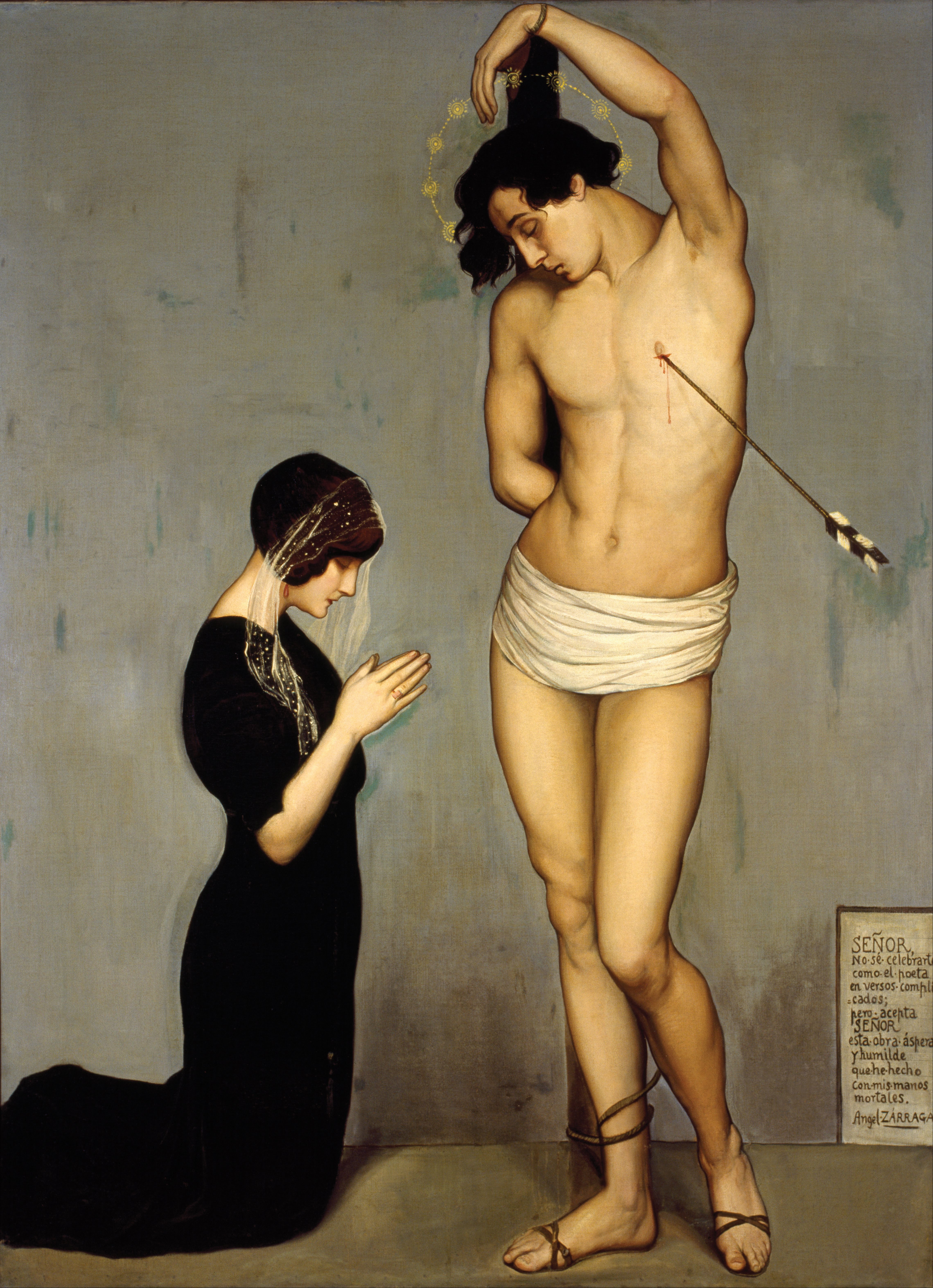
А. Саррага. Святой Себастьян. 1912. Холст, масло. Национальный музей искусств, Мехико

В романе «Исповедь маски» Юкио Мисимы картина Гвидо Рени впервые вызывает сексуальные чувства у главного героя, после чего тот пишет о Себастьяне поэму в прозе.
Святому Себастьяну целиком посвящена повесть Лоры Бочаровой «Сок Оливы».
О жизни святого снято несколько фильмов, в том числе — «Себастьян» Дерека Джармена, полностью снятый на латинском языке, и короткометражная лента «Святой» Баво Дефюрна.
В книге Владимира Дудинцева «Белые одежды» герои рассматривают картину Антонелло да Мессина «Св. Себастьян» и проводят параллели с описываемыми там событиями.
Русский художник М. К. Соколов написал цикл картин, посвящённых Св. Себастьяну (1921—1922).
Французский композитор Клод Дебюсси сочинил вокально-хоровое сочинение — «Мученичество Святого Себастьяна» (англ. The Martyrdom of St. Sebastian).
Тема подвига св. Себастьяна занимает одно из центральных мест в рассказе Виктора Пелевина «Гость на празднике Бон».
Лирический герой песни «Сицилийский виноград» российской рок-группы Оргия Праведников многократно взывает к святому Себастьяну.
Святому Себастьяну посвящена песня шведской поп-группы Army of Lovers «Sebastien», вошедшая в альбом The Gods of Earth and Heaven.